# Vicent Doménech
Pour les articles homonymes, voir Domenech.
Vicent Doménech (né à Paiporta, au Pays valencien, en 1783), couramment désigné par le surnom de « El Palleter » (« le vendeur de paille » en valencien, en allusion à son métier), est une personnalité de la guerre d'indépendance espagnole, connue dans la tradition populaire pour être le premier à s'être élevé à Valence contre l'envahisseur français et avoir lancé le 23 mai 1808 un appel (« el crit del palleter » dans l'historiographie), en réaction à la passivité du gouvernement monarchique, qui a marqué le début de l'insurrection du peuple dans la région.
Il est devenu un symbole fort de l'identité valencienne et est fréquemment cité comme référence historique par le mouvement blavériste.

## Biographie
El Palleter est né orphelin en 1783 à Paiporta.
En 1886, le journaliste et homme politique Gaspar Thous y Orts, publia un roman biographique en son hommage intitulé El Palleter ; il dirigea également, avec son frère Joseph, un journal anti-monarchique écrit en valencien portant le même nom.